# Basketmaker Pithouses
Les Basketmaker Pithouses forment un site archéologique du comté de Montezuma, dans le Colorado, aux États-Unis. Situées sur la Wetherill Mesa, elles sont protégées au sein du parc national de Mesa Verde. Avec la Badger House, le Pueblo Village et la Two Raven House, elles forment la Badger House Community.